# الكأس الأفروآسيوية للأندية 1994
الكأس الأفروآسيوية للأندية 1994، هي النسخة السابعة من الكأس الأفروآسيوية للأندية جمعت المباراة بين تاي فارمرز بنك التيلندي الفائز بدوري أبطال آسيا والزمالك المصري الفائز بدوري أبطال أفريقيا.
فاز تاي فارمرز بنك بعد التعادل في مجموع اللقائين 2-2 بفضل قاعدة الهدف الاعتباري، لينهي سيطرة الفرق الأفريقية على البطولة لخمسة نسخ متتالية.

## الفرق
| الفريق          | طريقة التأهل                        | حضور سابق (الخط الغليظ يشير إلى بطل تلك النسخة) |
| --------------- | ----------------------------------- | ----------------------------------------------- |
| الزمالك         | بطل كأس أفريقيا للأندية البطلة 1993 | 1 (1987)                                        |
| تاي فارمرز بانك | بطل دوري أبطال آسيا 1993            | 0                                               |

## المباريات
| الزمالك | 2 – 1 | تاي فارمرز بانك |
| ------- | ----- | --------------- |
|         |       |                 |

| تاي فارمرز بانك | 1 – 0 | الزمالك |
| --------------- | ----- | ------- |
|                 |       |         |

## الفائز بالبطولة
تاي فارمرز بانك (اللقب الأول)